# Wisby Segelsällskap
Wisby Segelsällskap, WSS, bildades 1883 och dess förste ordförande var Lars Kolmodin.